# Воинское кладбище № 7 (Дешница)
Воинское кладбище № 7 — Дешница (пол. Cmentarz wojenny nr 7 - Desznica) — воинское кладбище, находящееся в окрестностях села Дешница, Ясленский повят, Подкарпатское воеводство. Кладбище входит в группу Западногалицийских воинских захоронений времён Первой мировой войны. На кладбище похоронены военнослужащие Австро-Венгерской, Германской и Российской армий, погибшие во время Первой мировой войны .

## История
Кладбище было построено Департаментом воинских захоронений К. и К. военной комендатуры в Кракове в 1915 году по проекту австрийских архитекторов Душана Юрковича и Адольфа Кашпара. На прямоугольном кладбище площадью 427 квадратных метра находится 3 братских и 35 индивидуальных могил, в которых похоронены 32 австрийских, 2 германских, 2 гражданских лица и 39 русских солдат.

## Описание
Кладбище находится в хорошем состоянии и располагается при сельской дороге возле церкви святого Димитрия Солунского 1790 года постройки. Вход на кладбище расположен с задней стороны (со стороны церкви). В 90-е годы кладбище было реконструировано — согласно первоначальному проекту была восстановлена каменная стена, очищена территория. По обе стороны пилона размещены мемориальные оригинальные таблички с надписями на немецком языке:
| DANKBAR SCHMUCKET DIE GRUFT SEINER SIEGREICHEN SOHNE, KRAFTVOLL ER- STARKT DAS VOLK MIT DEM |

| DA EUCH DIE WAFFE ENT = FIEL, WURDET IHR BRUDER DEN SIEGERN. — FRIEDLICH ENGT EUCH DER TOD IN DEM GEHEILIGHTEN RAUM |

## Источник
- Oktawian Duda: Cmentarze I wojny światowej w Galicji Zachodniej. Warszawa: Ośrodek Ochrony Zabytkowego Krajobrazu, 1995. ISBN 83-85548-33-5.